# Cyclomia lilacina
Cyclomia lilacina là một loài bướm đêm trong họ Geometridae.